# Dasineura nummulariifoliae
Dasineura nummulariifoliae är en tvåvingeart som beskrevs av Fedotova 1996. Dasineura nummulariifoliae ingår i släktet Dasineura och familjen gallmyggor.
Artens utbredningsområde är Kazakstan. Inga underarter finns listade i Catalogue of Life.